# Harald Böhmelt
Harald August Adolf Otto Böhmelt (* 23. Oktober 1900 in  Halle (Saale); † 15. Oktober 1982 in Bad Tölz) war ein deutscher Kapellmeister und Komponist.

## Leben
Böhmelt war der Sohn eines Postinspektors. Nach der Schule besuchte er die Universität seiner Heimatstadt, an der er zunächst Kunstgeschichte, Philosophie und Psychologie studierte. Später kamen die theoretischen Fächer Musikwissenschaft und Musiktheorie bei Alfred Rahlwes und H. Albert hinzu. Harald Böhmelt wurde Leiter eines Schulorchesters und dirigierte schließlich das Universitäts-Orchester „Collegium musicum“. Nach dem Studium wurde er zunächst Theaterkapellmeister unter anderem in Halle, Halberstadt und Nordhausen. 1930 geht er als Stummfilmpianist nach Berlin und wurde 1931 an der Kammeroper Berlin engagiert. Konzertreisen mit diesem Orchester führen ihn nach Dänemark, Holland und Belgien.
Bekannt wurde Böhmelt zunächst durch seine Filmmusik für frühe Tonfilme der Minerva. So hat er für eine Verfilmung des Romans Kleiner Mann – was nun? 1933 zwei Stücke komponiert, die von den Comedian Harmonists vorgetragen wurden. Diese Szenen wurden zwar herausgeschnitten, gleichwohl erreicht er damit den Durchbruch: Die Schallplatten durften zu jener Zeit noch verkauft werden. Das Titellied „Kleiner Mann, was nun“ wurde von über 200 Kapellen in das Repertoire genommen.
Im Lauf der Jahre schuf er die Musik zu 41 Filmen, darunter für Ich war Jack Mortimer (1935) das großartige Chanson „Warum liebt man so die Liebe“ für die Diseuse Hilde Hildebrand, für Casanova heiratet (1940) für Lizzi Waldmüller die Titelmelodie „Jede Frau sehnt sich nach dir, Casanova“ oder für Die Sache mit Styx (1942) einen seiner größten Erfolge „Wer die Heimat liebt“ für Herbert Ernst Groh. In Der Tiger von Eschnapur (1938) tanzte La Jana zu seiner Musik.
Er trat zum 1. Mai 1932 der NSDAP bei (Mitgliedsnummer 1.105.342). Nach der „Machtergreifung“ der Nationalsozialisten 1933 wurde er Referent für Oper innerhalb der Kameradschaft der deutschen Künstler, Gruppe Musik Groß-Berlin. 1933 schrieb er die Musik zu Carl Froelichs Marinefilm Volldampf voraus (UA 3. Januar 1934). Dieser damals als „Staatspolitisch wertvoll“ deklarierte Propagandafilm wurde 1945 durch die alliierten Besatzungsmächte verboten. Auch später schrieb er die Musik zu NS-Propagandafilmen wie Kopf hoch, Johannes! (1941) und U-Boote westwärts! (1941), die nach dem Ende des Zweiten Weltkriegs verboten wurden.
Neben Filmmusik hat Böhmelt auch zwei Operetten komponiert, wie das Singspiel Ein Mann kommt in die Stadt (1937) und die musikalische Komödie Der Zauberer (1940).
Nach dem Zweiten Weltkrieg kann er mit Heimatfilmen wieder an seine Karriere anknüpfen, auch für das Fernsehen arbeitete er. Bruce Low und Chris Howland stimmen Böhmelts Filmmusiken als Evergreens an, auch für neue Schlagerstars schreibt er, zuletzt 1967 für Mary Roos „Eine Handvoll Glück“. Schlager von ihm befinden sich im Repertoire von Max Raabe („Können Sie schon fernsehen?“, „Tausend schöne Märchen“).
Böhmelt, der in seinen letzten Lebensjahren in Bad Tölz wohnte und dort starb, wurde auf dem Münchner Nordfriedhof beerdigt.

## Filmografie
(wenn nicht anders angegeben als Komponist)
- 1932: So ein Mädel vergißt man nicht (Musikdirektor)
- 1933: Kleiner Mann – was nun?
- 1933: Kleines Mädel – großes Glück
- 1934: Die Liebe siegt
- 1934: Volldampf voraus!
- 1934: So ein Flegel (auch Musikdirektor)
- 1934: Ihre große Szene
- 1934: …heute abend bei mir
- 1934: Charleys Tante
- 1934: Die Liebe und die erste Eisenbahn
- 1934: Ein Kind, ein Hund, ein Vagabund
- 1935: Lärm um Weidemann
- 1935: Der Mutige Seefahrer
- 1935: Ich war Jack Mortimer
- 1936: Raub der Sabinerinnen
- 1936: Es geht um mein Leben
- 1936: Susanne im Bade
- 1937: Heiratsinstitut Ida & Co
- 1938: Tigre du Bengale, Le
- 1938: Der Tiger von Eschnapur
- 1938: Das indische Grabmal
- 1938: Gauner im Frack
- 1939: Frau am Steuer
- 1939: Hochzeitsreise zu dritt
- 1940: Liebesschule
- 1940: Casanova heiratet
- 1941: Kopf hoch, Johannes!
- 1941: U-Boote westwärts!
- 1942: Die Sache mit Styx
- 1943: Floh im Ohr
- 1943: Kohlhiesels Töchter
- 1943/52: Moselfahrt mit Monika
- 1944: Schicksal am Strom
- 1944/49: Der große Fall
- 1950: Skandal in der Botschaft
- 1951: Unschuld in tausend Nöten
- 1952: Einmal am Rhein (auch Musikdirektor)
- 1953: Liebeserwachen
- 1956: Auf Wiedersehn am Bodensee
- 1957: Wetterleuchten um Maria
- 1957: Wer die Heimat liebt
- 1960: Die Rote Hand